# Kronisk abakteriell prostatit/kroniskt bäckensmärtsyndrom
Kronisk abakteriell prostatit eller kroniskt bäckensmärtsyndrom skiljer sig från kronisk bakteriell prostatit i det att det inte är en kronisk infektion, och bara ibland en inflammation i prostatan som är orsaken. Besvären kan visserligen initieras av en infektion, men den är alltså inte förklaringen till de stadigvarande symptomen.
Eftersom prostata långtifrån alltid är involverad och smärtor – som ibland kan bli invalidiserande – är det som plågar patienten mest, har begreppet "chronic prostatitis/chronic pelvic pain syndrome (CP/CPPS)" blivit alltmer etablerat i den vetenskapliga litteraturen. Termen kronisk abakteriell prostatit/kroniskt bäckensmärtsyndrom inbegriper män med varierande symptombild och både med och utan palpationsöm prostata och/eller bäckenbottenmuskulatur.
Smärtprocessen leder ofta till en defekt central och/eller perifer smärtinhibition liknande den som kan ses vid fibromyalgi. En störd smärtmodulering med en central och/eller smärtsensitisering får stora konsekvenser för den drabbade. Karakteristiskt för tillståndet är mycket påtagliga smärtor i bäckenregionen; perineum, skrotum, ljumskar, ländrygg och suprapubiskt, sveda vid miktion (dysuri), imperativa trängningar och smärtsamma ejakulationer. Nedsatt libido och erektil dysfunktion, impotens, på grund av smärtorna är inte heller helt ovanligt.
Sjukdomen går i skov och förvärras av kyla. Värme, inklusive vistelse i varma länder, brukar ge påtaglig förbättring. Tillståndet definieras som kroniskt om det har pågått i åtminstone tre månader.
Smärttillståndet i bäckenbotten är svårbehandlat. För framgångsrik rehabilitering fordras en multifaktoriell analys och olika behandlingsalternativ.
Det förekommer att män med kronisk abakteriell prostatit har cytokiner som TNF-alfa och interleukiner i sädesvätskan. Dock har inte samtliga att göra med kronisk abakteriell prostatit påvisad inflammation. Biopsier har visat att endast en del har en inflammerad prostata. Hos dem saknas samband mellan graden av inflammation och symptomens svårighet. Hos dem med inflammation kan detta visa sig genom att det finns leukocyter i sädesvätskan, prostatans sekret eller i urinen efter prostatamassage. Det är möjligt att någon infektion startar sjukdomen, men sjukdomen som sådan definieras oavsett vilket som avsaknad av infektion. Många män har dock tidigare haft en sexuellt överförbar sjukdom eller ovanlig infektion i könsorganen. Övriga riskfaktorer innefattar stress, ärftlighet, hormonrubbningar, reflux i prostata samt faktorer som utlöser inflammation och allergi. Det tycks också finnas samband med autoimmunitet.
Livstidsprevalensen är ungefär en av tio män. De drabbade är vanligen 50 år eller yngre.
Diagnos ställs med stöd av symptombild efter uteslutning av urinvägsinfektion och andra sjukdomar i urinvägarna.